# Ālbū Sanvān
Ālbū Sanvān (persiska: البوسنوان) är en ort i Iran.   Den ligger i provinsen Khuzestan, i den centrala delen av landet, 500 km sydväst om huvudstaden Teheran. Ālbū Sanvān ligger 32 meter över havet och antalet invånare är 894.
Terrängen runt Ālbū Sanvān är mycket platt. Runt Ālbū Sanvān är det ganska tätbefolkat, med 144 invånare per kvadratkilometer. Närmaste större samhälle är Ḩamīdīyeh, 18,6 km sydväst om Ālbū Sanvān. Omgivningarna runt Ālbū Sanvān är i huvudsak ett öppet busklandskap.